# 纳塔莉·威廉斯
纳塔莉·让·威廉斯（英語：Natalie Jean Williams，1970年11月30日—），美国女子篮球运动员。她曾获得2000年夏季奥运会女子篮球比赛金牌。她也曾随队参加1998年和2002年女子篮球世锦赛，均获得冠军。